# Mosina
Mosina ([mɔˈɕina]; tyska: Moschin) är en stad i västra Polen, belägen 22 km söder om Poznań. Staden hade 13 574 invånare (2016). Mosina ligger i Storpolens vojvodskap, i distriktet Poznań, och är centralort i kommunen Mosina.